# Rhododendron yaoshanense
Rhododendron yaoshanense är en ljungväxtart som beskrevs av L.M.Gao och Shu D.Zhang. Rhododendron yaoshanense ingår i släktet rododendron, och familjen ljungväxter. Inga underarter finns listade i Catalogue of Life.